# La Celle-Saint-Cyr
La Celle-Saint-Cyr ist eine französische Gemeinde im Département Yonne (Region Bourgogne-Franche-Comté) im Arrondissement Sens und im Kanton Joigny (bis 2015: Kanton Saint-Julien-du-Sault). Die Gemeinde hat 842 Einwohner (Stand: 1. Januar 2022).

## Geographie
La Celle-Saint-Cyr liegt etwa 27 Kilometer nordnordwestlich von Auxerre. Umgeben wird La Celle-Saint-Cyr von den Nachbargemeinden Saint-Julien-du-Sault im Norden und Nordwesten, Cézy im Norden und Osten, Béon im Süden und Südosten, Sépeaux-Saint Romain im Südwesten sowie Précy-sur-Vrin im Westen.

## Bevölkerungsentwicklung
| Jahr                      | 1962 | 1968 | 1975 | 1982 | 1990 | 1999 | 2006 | 2013 |
| ------------------------- | ---- | ---- | ---- | ---- | ---- | ---- | ---- | ---- |
| Einwohner                 | 614  | 586  | 592  | 623  | 682  | 793  | 789  | 819  |
| Quelle: Cassini und INSEE |      |      |      |      |      |      |      |      |

## Sehenswürdigkeiten
- Kirche Saint-Cyr-et-Sainte-Julitte

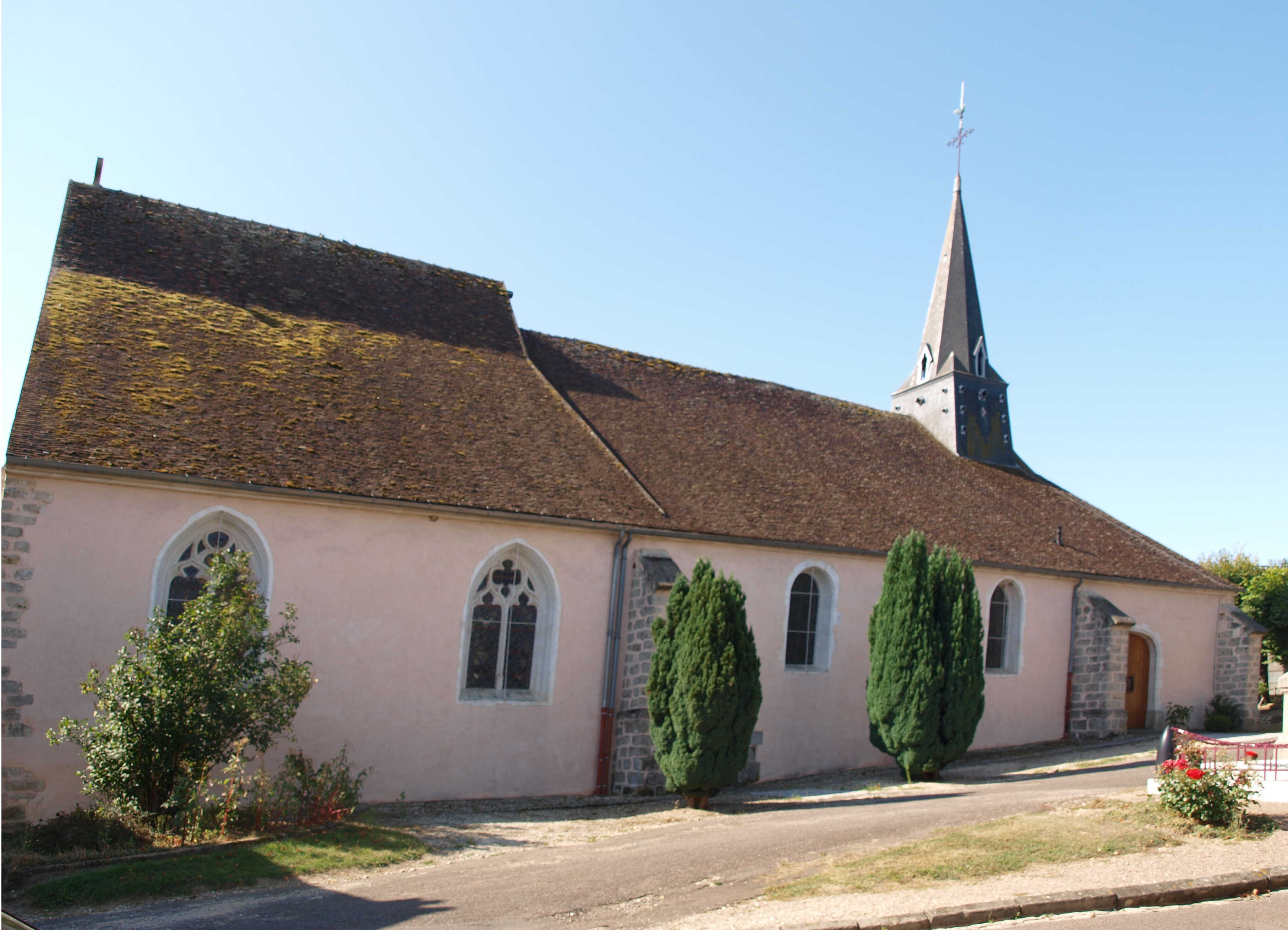
Kirche Saint-Cyr-et-Sainte-Julitte